# Patrimoine immobilier exceptionnel de la Wallonie
Le patrimoine immobilier exceptionnel de la Wallonie est une sélection des biens protégés de la Région wallonne présentant un intérêt majeur. La liste du patrimoine exceptionnel est déterminée par arrêté du Gouvernement wallon, après avis de la Commission royale des monuments, sites et fouilles, et réactualisée tous les trois ans en fonction de l'évolution des classements. La première liste fut publiée en 1993 et comptabilisait 214 biens, la deuxième liste date de 2016 et la dernière de 2022. Ces biens alimentent également la liste du patrimoine mondial de l'UNESCO.

## Biens repris en 2016
En 2016, quatre nouveaux biens sont repris portant le total à 218 biens :
- l'ancien établissement thermal de Spa
- le Grand-Théâtre de Verviers
- la basilique Notre-Dame de Bon-Secours à Péruwelz
- le Stade des Jeux et son Théâtre de Verdure à la Citadelle de Namur

## Biens repris en 2022
En 2022, douze nouveaux biens sont repris portant le total à 230 biens :
- l'église Notre-Dame du Travail (Binche)
- Le hall d'honneur et les trois vitraux du bâtiment Gramme à l'Université du Travail de Charleroi
- les orgues de l'église Saint-Barthélémy de Mouscron
- le pilori de Braine-le-Château
- le site des deux tumuli et les terrains environnants à Chaumont-Gistoux
- le château de Jodoigne-Souveraine
- l'église Saint-Georges de Limbourg
- le buffet de l'orgue de l'église Saint-Mathias à Flémalle
- la tente Napoléon du château de Sélys-Longchamps à Waremme
- les deux tours gallo-romaines Jupiter et Neptune à Arlon
- la fonderie de cloches de Tellin
- le site des grottes de Goyet à Gesves.